# رخی ده یونگ
رخی ده یونگ (به انگلیسی: Reggie de Jong) (زادهٔ ۷ ژانویهٔ ۱۹۶۴) شناگر اهل هلند است.